# 罗彼·考特拉尼
羅比·寇特蘭，OBE（1950年3月30日—2022年10月14日），其本名是安東尼·羅伯特·麥克米倫（Anthony Robert McMillan），是一位蘇格蘭演員及喜劇演員。他最著名的作品是在2001-2011年期間於《哈利波特系列電影》中飾演魯霸·海格一角，以及在《占士邦系列電影》中的《黃金眼》（1995年）和《007：縱橫天下》（1999年）中飾演瓦倫汀·祖科夫斯基一角。1990年，寇特蘭榮獲彼得·塞勒斯喜劇獎。由於他對戲劇的貢獻，他獲英國女王伊麗莎白二世於2006年新年榮譽授予的OBE勳章。2011年，在《英國蘇格蘭學院獎》上，寇特蘭因其對電影的貢獻而獲得電影/電視傑出貢獻獎。
2022年10月14日，寇特蘭因病引發器官衰竭在蘇格蘭拉伯特的一所醫院裡病逝，享壽72歲。

## 早年生活
寇特蘭在1950年3月30日出生於蘇格蘭拉纳克郡的拉特格蘭，其本名為安東尼·羅伯特·麥克米蘭（Anthony Robert McMillan），其父母分別是教師兼鋼琴家的珍·羅斯·豪伊（Jean Ross Howie），以及作為全科醫生還擔任法醫的伊恩·巴斯特·麥克米蘭（Ian Baxter McMillan）的兒子，他還有一個名為安妮（Annie）的姐姐和珍（Jane）的妹妹。寇特蘭也是蘇格蘭商人湯馬士·威利·豪伊的曾孫，以及商人福布斯·豪伊的外甥。
寇特蘭於牛頓梅恩斯（Newton Mearns）的貝爾蒙特之家學校開始接受教育，後來他遷到珀斯郡的一所獨立學校——格倫納爾蒙德學院接受教育。儘管他後來形容自己在那裡的經歷非常不愉快，但他還是為校內的欖球隊First XV效力，他也是學校辯論學會的負責人，並為其藝術贏得獎項。寇特蘭從格倫納爾蒙德學院升至格拉斯哥藝術學院，他在那裡被嘲笑為「像查理斯王子一樣的口音」（他儘管在獲得小勳爵方特勒羅伊的綽號之前很快就把它處理掉了）。此後，他到蘇格蘭愛丁堡的海鰻之家教育學院（現為愛丁堡大學的一部分）就讀。
寇特蘭後來呼籲禁止私立學校，並曾被稱為「紅羅比（Red Robbie）」，並透過參與國際特赦組織、綠色和平、工黨和核裁軍運動來反抗其保守教育。

## 演藝事業
寇特蘭在20歲出頭時開始以其藝名「寇特蘭」演戲（這向爵士薩克斯管演奏家約翰·寇特蘭致敬），並從事戲劇和喜劇工作。他的第一部戲劇作品為約翰·伯恩的《平板男孩三部曲》，該戲劇在1978年於愛丁堡特拉弗斯劇院上演。
寇特蘭的喜劇技巧為他帶來了1982–2012年《連環漫畫呈獻》系列中的角色（他於1993年執導並合寫了第5系列的《嫉妒》一集），以及在喜劇小品節目——跟曉·萊利、史蒂芬·弗莱、愛瑪·湯遜合演的1983-84年的小品系列《Alfresco》，以開始其演員的職業生涯。1984年，他出現於《上世紀八十年代》（第2季）和《笑??? 我幾乎支付了許可費》 ，並且被譽為兩者的作者。
其後，寇特蘭參演了不同電影的角色，例如1980年的《飛俠哥頓》和《死囚看守人》、《巴勒姆通往南方的門戶》（1981年）、1983年的《洗刷者》和《電光飛鏢俠》、1985年《超能草》和《皇國保衛戰》，以及1986年《絕對初學者》和《夢羅麗莎》，並在1988年電影《水果機器》裡以安娜貝（Annabelle）的身份出現。
在電視演出方面，寇特蘭曾出現於1987年的《年輕世代》和《水果錦囊》，並在同年的《黑爵士三世》中飾演森緲·莊臣（他後來於1993年的《博斯威爾和約翰遜的西部群島之旅》中以更嚴重的方式重演該角色），還有1989年於倫敦週末電視的《羅比·寇特蘭的特備》（他跟別人合著），以及其他獨腳和喜劇小品表演。寇特蘭在簡尼夫·伯納的1989年電影《亨利五世》中飾演法斯塔夫一角，他跟艾瑞克·愛都共同於1990年的《奔跑的修女》演出，並在1991年的《教皇必須死》中扮演教皇。
寇特蘭還在1992年的電視電影《轉向架人》中扮演了一個痴迷於堪富利·保加的一名準私家偵探。
寇特蘭的角色在1990年代的電視劇《彩炮》（1993-1996年）裡繼續演出（該節目並於2006年回歸演出一次性特別節目），當中他飾演法醫心理學家菲茲—愛德華·菲茲傑拉德醫生（Dr. Edward Fitzgerald）。這個角色為他贏得了三項BAFTA的獎項。
寇特蘭的角色隨後在更大型的電影裡出現：包括《占士邦》系列的《新鐵金剛之金眼睛》（1995年）和《新鐵金剛之黑日危機》（1999年），還有《屠出地獄》（2001年）中擔任配角，以及在2001-2011年於《哈利波特系列電影》中飾演混血巨人魯霸·海格。《哈利波特》系列小說的作者J·K·羅琳把寇特蘭置於飾演海格的演員名單的首選位置，當羅琳被問及想在這個角色中看到誰時，她一口氣回答了：「羅比·寇特蘭飾演的海格」。
此外，寇特蘭還基於他對旅遊和交通的雙重熱情，他為英國獨立電視網（ITV）展示了許多紀錄片節目。1993年的《佳特力中的寇特蘭（Coltrane in a Cadillac）》裡可以看到他駕駛著1951年佳特力62系列的開篷跑車從洛杉磯穿越北美到達紐約市，他在32天內完成了3,765英里（6,059）的旅程。
1997年，寇特蘭出現於標題為《寇特蘭的飛機和汽車（Coltrane's Planes and Automobiles）》的一系列六個節目中，他在當中頌揚了蒸汽機、柴油引擎、機械增壓器、V8引擎、二衝程循環引擎和噴射引擎。在這些節目中，他拆除並重建了幾個引擎。他還單槍匹馬地在23分鐘內從衛星轎車上拆掉了引擎。
2006年9月，寇特蘭於《ITV》的《50位最偉大的電視明星》中被評為第11位，並在對全英國2,000名成年人進行的一項民意調查以尋找「最著名的蘇格蘭人」，寇特蘭於該調查中排名第六，僅次於尼斯湖水怪、羅伯特·伯恩斯、辛·康納利、羅伯特一世 (蘇格蘭)及威廉·華萊士。
2007年8月，寇特蘭替《ITV》推出了一個名為《B路英國》系列的節目，當中他從倫敦前往格拉斯哥，沿途在城鎮和村莊停留。

## 個人生活
寇特蘭於1999年12月11日跟羅娜·格梅爾（Rhona Gemmell）結為夫婦。這對夫婦育有兩名孩子：1992年生的兒子史賓沙（Spencer），以及1998年生的女兒愛麗絲（Alice）。寇特蘭於2003年跟妻子分居，兩人後來離婚了。
2005年2月，寇特蘭現身於蘇格蘭工黨的活動中，他在談到關於蘇格蘭獨立運動問題上說：「這是一個非常複雜的問題。我想，可能，最終我希望看到獨立，但只有一個獨立的工黨蘇格蘭」，同時他補充說：「這必須非常仔細地考慮。成為英國的一部分有各種各樣的優勢，立即把它扔掉是愚蠢的」和「我沒有時間照顧那些民族主義者——他們所能做的就是分裂支持自治的投票，並讓保守黨進來。」
寇特蘭於晚年患有骨關節炎。他說自己在2016年「整天都在持續疼痛」，並從2019年起開始使用輪椅代步。

### 去世
2022年10月14日，寇特蘭於蘇格蘭拉伯特的福斯谷皇家醫院去世，享壽72歲。
。

## 作品列表

### 劇場表演
| 年份 | 劇目           | 角色                   | 演出地點           |
| ---- | -------------- | ---------------------- | ------------------ |
| 1978 | 平板男孩三部曲 | 傑克·霍格（Jack Hogg） | 愛丁堡特拉弗斯劇院 |
| 1980 | 線（Threads）  | 表演者                 | 倫敦漢普斯特德劇院 |

### 電視
| 年份      | 劇集                                                              | 角色                                               | 備註                                                                                        |
| --------- | ----------------------------------------------------------------- | -------------------------------------------------- | ------------------------------------------------------------------------------------------- |
| 1979      | 今天的戲劇                                                        | Jimmie（占美）                                     | 滑鐵盧日落（Waterloo Sunset）                                                               |
| 1980      | 迷失的部落（The Lost Tribe）                                      | 邊防哨所的警衛                                     | 讓我們活著（Keep Us Alive）                                                                 |
| 1981      | 金屬米奇                                                          | 傑森（Jason）                                      | 惡魔理髮師米奇（Mickey the Demon Barber）                                                   |
| 1981      | 把它留在家裡                                                      | 康威先生（Mr. Conway）                             | 原則問題（A Matter of Principle）                                                           |
| 1982      | 星期六的罪惡                                                      | 他本人                                             | 3集                                                                                         |
| 1982      | 年輕世代                                                          | 淌口水的人（Slobber）                              | 第1季的第2集：油                                                                            |
| 1984      | 連環漫畫呈獻                                                      | 各種不同的角色                                     | 第1輯-第5輯；特別篇：五個在多塞特發瘋的人 導演兼聯合編劇 – ：嫉妒（1993）                   |
| 1983      | 有人為你服務嗎？                                                  | 聲音                                               | 聲音演出；集數：呼叫所有客戶（Calling All Customers）                                       |
| 1983      | Alfresco                                                          | 各種不同的角色                                     | 13集                                                                                        |
| 1984      | 上世紀八十年代                                                    | 各種不同的角色                                     | 取代理查德·斯蒂爾戈（Richard Stilgoe）。 作為劇本的作者。                                   |
| 1984      | 笑??? 我幾乎支付了許可費                                          | 各種不同的角色                                     | 作為劇本的作者                                                                              |
| 1984      | 年輕世代                                                          | 卡萊爾博士（Dr. Carlisle） 血船長（Captain Blood） | 第2季的第1集：斑比； 第4集：時間                                                            |
| 1985-86   | 周六現場                                                          | 各種不同的角色                                     | 試點展示：在海濱（電影惡搞） 節目10：《第三人》電影惡搞                                     |
| 1987      | 黑爵士三世                                                        | 森緲·莊臣                                          | 第2集：墨水與無能為力                                                                       |
| 1987      | 水果錦囊                                                          | 丹尼·麥格隆（Danny McGlone）                       | 6集                                                                                         |
| 1988      | 周五晚直播                                                        | 不同的角色 唐·柯里昂叔叔（Uncle Don Corleone）     | 節目六                                                                                      |
| 1988      | 黑爵士的聖誕頌歌                                                  | 聖誕節的精神 （The Spirit of Christmas）           | 聖誕節特備                                                                                  |
| 1989      | 羅比·寇特蘭的特備 （The Robbie Coltrane Special）                 | 他本人                                             | 倫敦週末電視喜劇特輯；合著者                                                                |
| 1991      | 第一屏幕                                                          | 精神科醫生利亞姆·凱恩（Liam Kane）                 | 集數：活著的踢（Alive and Kicking）                                                         |
| 1992      | 轉向架人                                                          | 弗朗西斯·福布斯·克魯尼 （Francis Forbes Clunie）   | 電視電影                                                                                    |
| 1993      | 洛克納格爾的傳說 （The Legend of Lochnagar）                      | 老人家                                             | 電視電影，聲音角色                                                                          |
| 1993      | 佳特力中的寇特蘭 （Coltrane in a Cadillac）                       | 他本人                                             | 4個部分的紀錄片                                                                             |
| 1993-2006 | 彩炮                                                              | 愛德華·菲茲傑拉德醫生 （Dr. Edward Fitzgerald）    | 25集                                                                                        |
| 1997      | 寇特蘭的飛機和汽車 （Coltrane's Planes and Automobiles）          | 他本人                                             | 6個部分的紀錄片                                                                             |
| 1998      | 退潮部落                                                          | 奇澤姆上尉（Capt. Chisholm）                       | 電視電影                                                                                    |
| 1999      | 愛麗絲夢遊魔境                                                    | 特偉哥和特偉弟                                     | 電視電影                                                                                    |
| 2003      | 喜劇救濟：大理髮師 （The Big Hair Do）                            | 魯霸·海格                                          |                                                                                             |
| 2003      | 策劃人（The Planman）                                             | 傑克·倫諾克斯 QC （Jack Lennox QC）                | [ 42 ]                                                                                      |
| 2004      | 驕傲                                                              | 占士（James）                                      | 電視電影，聲演                                                                              |
| 2004      | 費氏話你知                                                        | 邁克爾·穆恩（Michael Moon）                        | 集數：晚安西雅圖                                                                            |
| 2005      | 仍然遊戲中                                                        | 戴維（Davie）                                      | 第4輯的第3集：撥號總線（Dial-A-Bus）                                                        |
| 2006      | 彩炮：911                                                         | 愛德華·菲茲傑拉德醫生 （Dr. Edward Fitzgerald）    | 電視電影                                                                                    |
| 2007      | 羅比·寇特蘭：B路英國 （Robbie Coltrane: B Road Britain）          | 他本人                                             | 電視紀錄片                                                                                  |
| 2009      | 謀殺島                                                            | D.I. 道格拉斯·海恩（Douglas Hain）                 | 三部分的電視劇                                                                              |
| 2009      | 古飛樂                                                            | 古飛樂（The Gruffalo）                             | 短片；配音角色                                                                              |
| 2011      | 鉛氣球                                                            | 唐納德（Donald）                                   | 第4季的第4集：《關閉（Off）》 第4季的第5集：《刀鋒（Blade）》 第4季的第6集：《結束（End）》 |
| 2011      | 古飛樂之子                                                        | 古飛樂（The Gruffalo）                             | 短片；配音角色                                                                              |
| 2011      | 《哈利波特》最偉大的50個時刻 （50 Greatest Harry Potter Moments） | 他本人                                             | 旁白                                                                                        |
| 2013      | 羅比·寇特蘭的不同面貌 （The Many Faces of Robbie Coltrane）       | 他本人                                             | 電視紀錄片                                                                                  |
| 2016      | 國家寶藏                                                          | 保羅·芬奇利（Paul Finchley）                       | 4集電視劇                                                                                   |
| 2016-18   | 羅比·寇特蘭關鍵證據 （Robbie Coltrane Critical Evidence）         | 主持人                                             | 非虛構真實犯罪                                                                              |
| 2020      | 都市神話                                                          | 奧森·威爾斯                                        |                                                                                             |
| 2022      | 哈利·波特20週年：重返霍格華茲                                     | 他本人                                             | HBO Max特備節目                                                                             |

### 電影
| 年份 | 電影                                                                           | 角色                                                                  | 備註     |
| ---- | ------------------------------------------------------------------------------ | --------------------------------------------------------------------- | -------- |
| 1980 | 飛俠哥頓                                                                       | 機場的人                                                              | [ 35 ]   |
| 1980 | 死囚看守人                                                                     | 豪華轎車司機                                                          | [ 35 ]   |
| 1981 | 地鐵騎士                                                                       | 犯罪偵探                                                              | [ 35 ]   |
| 1982 | 大不列顛醫院                                                                   | 糾察線上的罷工工人                                                    | 客串角色 |
| 1983 | 鬼舞                                                                           | 喬治（George）                                                        | [ 35 ]   |
| 1983 | 電光飛鏢俠                                                                     | 倫（Rhun）                                                            | [ 35 ]   |
| 1984 | 中國人的盒子                                                                   | 哈活（Harwood）                                                       | [ 35 ]   |
| 1985 | 瘋狂假期歷險記                                                                 | 浴室裡的男人                                                          | [ 35 ]   |
| 1985 | 超能草                                                                         | 特洛伊中士（Det. Sgt. Troy）                                          | [ 35 ]   |
| 1985 | 皇國保衛戰                                                                     | 里奧·麥卡斯基（Leo McAskey）                                          | [ 35 ]   |
| 1986 | 卡拉亞喬                                                                       | 西彼奧（Scipione）                                                    | [ 35 ]   |
| 1986 | 夢羅麗莎                                                                       | 湯馬士（Thomas）                                                      | [ 35 ]   |
| 1987 | 吃得起                                                                         | 謝洛美（Jeremy）                                                      | [ 35 ]   |
| 1988 | 水果機器                                                                       | 安娜貝（Annabelle）                                                   | [ 35 ]   |
| 1989 | 亨利五世                                                                       | 法斯塔夫                                                              | [ 35 ]   |
| 1989 | 伯特·里格比，你是個傻瓜                                                        | 希德·參普（Sid Trample）                                              | [ 35 ]   |
| 1989 | 隨它騎                                                                         | 售票員                                                                | [ 35 ]   |
| 1989 | 世界冠軍丹尼                                                                   | 維克多·黑澤爾（Victor Hazell）                                        | [ 35 ]   |
| 1989 | 滑流                                                                           | 蒙克萊爾（Montclaire）                                                | [ 35 ]   |
| 1990 | 午夜小休（Midnight Breaks）                                                    | 曉治（Hudge）                                                         | [ 35 ]   |
| 1990 | 奔跑的修女                                                                     | 查理·麥克馬納斯（Charlie McManus） 伊維奧拉塔修女（Sister Inviolata） | [ 35 ]   |
| 1990 | 正常不過                                                                       | 阿朗佐·特納（Alonzo Turner）                                          | [ 35 ]   |
| 1991 | 教皇必須死                                                                     | 教皇                                                                  | [ 35 ]   |
| 1991 | 五杆洞三柏忌                                                                   | 斯特凡諾·百加德（Steffano Baccardi）                                  | [ 35 ]   |
| 1992 | 哦，多美好的一夜                                                               | 托德（Todd）                                                          | [ 35 ]   |
| 1993 | 博斯威與博斯威的西部群島之旅 （Boswell & Johnson's Tour of the Western Isles） | 森緲·莊臣                                                             | [ 35 ]   |
| 1993 | 頑童歷險記                                                                     | 公爵（Duke）                                                          | [ 35 ]   |
| 1995 | 新鐵金剛之金眼睛                                                               | 華倫天·德米特羅維奇·祖科夫斯基 （Valentin Dmitrovich Zukovsky）       | [ 35 ]   |
| 1997 | 老友                                                                           | 比爾·連茲博士（Dr. Bill Lintz）                                       | [ 35 ]   |
| 1998 | 青蛙換蛇                                                                       | 阿爾·桑塔納（Al Santana）                                             | [ 35 ]   |
| 1998 | 蒙大拿                                                                         | 老大（The Boss）                                                      | [ 35 ]   |
| 1999 | 新鐵金剛之黑日危機                                                             | 華倫天·德米特羅維奇·祖科夫斯基 （Valentin Dmitrovich Zukovsky）       | [ 35 ]   |
| 1999 | 瓶中信                                                                         | 查理·托斯基（Charlie Toschi）                                         | [ 35 ]   |
| 2001 | 鼻子上                                                                         | 德萊尼（Delaney）                                                     | [ 35 ]   |
| 2001 | 屠出地獄                                                                       | 彼得·戈德利中士                                                       | [ 35 ]   |
| 2001 | 哈利波特：神秘的魔法石                                                         | 魯霸·海格                                                             | [ 35 ]   |
| 2002 | 哈利波特：消失的密室                                                           | 魯霸·海格                                                             | [ 35 ]   |
| 2004 | 哈利波特：阿茲卡班的逃犯                                                       | 魯霸·海格                                                             | [ 35 ]   |
| 2004 | 盜海豪情十二瞞徒                                                               | 松井（Matsui）                                                        | [ 35 ]   |
| 2004 | 狙魔人：倫敦任務                                                               | 海德先生                                                              | 聲音演出 |
| 2004 | 狙魔人                                                                         | 海德先生                                                              | 聲音演出 |
| 2005 | 哈利波特：火盃的考驗                                                           | 魯霸·海格                                                             | [ 35 ]   |
| 2006 | 旋風特務                                                                       | 國家首相                                                              | [ 35 ]   |
| 2006 | 挑釁                                                                           | 愛德華·福斯特勳爵（Lord Edward Foster）                               | [ 35 ]   |
| 2007 | 哈利波特：鳳凰會的密令                                                         | 魯霸·海格                                                             | [ 35 ]   |
| 2008 | 大耳仔走天涯                                                                   | 格雷戈里（Gregory）                                                   | 聲音演出 |
| 2008 | 騙騙喜歡妳                                                                     | 策展人（The Curator）                                                 | [ 35 ]   |
| 2009 | 精靈古比                                                                       | 古比（Gooby）                                                         | 聲音演出 |
| 2009 | 哈利波特：混血王子的背叛                                                       | 魯霸·海格                                                             | [ 35 ]   |
| 2010 | 哈利波特：死神的聖物1                                                          | 魯霸·海格                                                             | 友情客串 |
| 2011 | 哈利波特：死神的聖物2                                                          | 魯霸·海格                                                             | 友情客串 |
| 2012 | 勇敢傳說之幻險森林                                                             | 丁沃爾勳爵（Lord Dingwall）                                           | 聲音演出 |
| 2012 | 遠大前程                                                                       | 賈格斯先生（Mr. Jaggers）                                             | [ 35 ]   |
| 2014 | 艾菲·格蕾                                                                      | 醫生                                                                  | [ 35 ]   |

### 音樂錄影帶
| 年份 | 歌手    | MV名稱     | 角色   | 備註                     |
| ---- | ------- | ---------- | ------ | ------------------------ |
| 2011 | 姬·布殊 | 再深入了解 | 電腦迷 | 姬·布殊的專輯—導演剪輯版 |

### 獎項及榮譽

#### 獎項
| 年份 | 頒獎禮         | 得獎項目               | 角色                   | 結果 | 參考   |
| ---- | -------------- | ---------------------- | ---------------------- | ---- | ------ |
| 1988 | 英國電視學院獎 | 最佳男主角             | 水果錦囊               | 提名 | [ 50 ] |
| 1994 | 英國電視學院獎 | 最佳男主角             | 彩炮                   | 獲獎 | [ 51 ] |
| 1995 | 英國電視學院獎 | 最佳男主角             | 彩炮                   | 獲獎 | [ 52 ] |
| 1996 | 英國電視學院獎 | 最佳男主角             | 彩炮                   | 獲獎 | [ 53 ] |
| 1993 | 皇家電視協會獎 | 表現獎 – 男演員        | 彩炮                   | 獲獎 | [ 54 ] |
| 1995 | 廣播傳媒公會獎 | 最佳男演員             | 彩炮                   | 獲獎 | [ 55 ] |
| 2002 | 英國電影學院獎 | 最佳男配角             | 哈利波特：神秘的魔法石 | 提名 | [ 56 ] |
| 2001 | 土星獎         | 最佳電影男配角         | 哈利波特：神秘的魔法石 | 提名 | [ 57 ] |
| 2017 | 英國電視學院獎 | 最佳男主角             | 國家寶藏               | 提名 | [ 58 ] |
| 2017 | 皇家電視協會獎 | 最佳演員 – 男演員      | 國家寶藏               | 獲獎 | [ 59 ] |
| 2017 | 蒙特卡羅電視節 | 長篇小說項目。優秀演員 | 國家寶藏               | 獲獎 | [ 60 ] |
| 2017 | 廣播傳媒公會獎 | 最佳男演員             | 國家寶藏               | 獲獎 | [ 61 ] |

#### 榮譽
- 羅比·寇特蘭曾獲得標準晚間英國電影獎（英语：Evening Standard British Film Awards）—1990年彼得·塞勒斯喜劇獎（英语：Evening Standard British Film Awards#1990 Winners）[62]；
- 他於2006新年榮譽（英语：2006 New Year Honours）中獲授予OBE勳銜（大英帝國勳章）以表彰他對戲劇的貢獻[4]。
- 2011年，他在英國蘇格蘭學院獎（英语：British Academy Scotland Awards）（BAFTA Scotland Awards）上因其傑出表現而榮獲獲得電影傑出貢獻獎（英语：British Academy Scotland Awards#Outstanding Contribution to Film/Television）[63]。

### 出版物
| 出版日期   | 出版商           | 書名                                                     | ISBN                   |
| ---------- | ---------------- | -------------------------------------------------------- | ---------------------- |
| 1993年5月  | HarperCollins    | 佳特力中的寇特蘭（Coltrane in a Cadillac）               | ISBN 978-1-85702-120-2 |
| 1997年10月 | Simon & Schuster | 寇特蘭的飛機和汽車（Coltrane's Planes and Automobiles）  | ISBN 978-0-684-81957-0 |
| 2008年6月  | Transworld       | 羅比·寇特蘭的B路英國（Robbie Coltrane's B-Road Britain） | ISBN 978-0-593-05996-8 |